# Grup de la fougerita
El grup de la fougerita és un grup de minerals que forma part del supergrup de la hidrotalcita. Els seus membres són:
| Fougèrita     | Fe2+₄Fe3+₂(OH)₁₂[CO₃]·3H₂O |
| Mössbauerita  | Fe3+₆O₄(OH)₈[CO₃] · 3H₂O   |
| Trébeurdenita | Fe2+₂Fe3+₄O₂(OH)10CO₃·3H₂O |